# Terville Florange Olympique Club 2016-2017
Questa voce raccoglie le informazioni riguardanti il Terville Florange Olympique Club nelle competizioni ufficiali della stagione 2016-2017.

## Organigramma societario
Area direttiva
- Presidente: Daniel Mroczkowski

Area tecnica
- Allenatore: Pompiliu Dascalu
- Assistente allenatore: Romain Pitou

## Rosa
| N° | Nome             | Ruolo | Data di nascita   | Nazionalità sportiva |
| -- | ---------------- | ----- | ----------------- | -------------------- |
| 1  | Mariam Sidibé    | C     | 17 maggio 1993    | Francia              |
| 3  | Sandrine Dorlus  | P     | 6 dicembre 1992   | Francia              |
| 4  | Panagiōta Diōtī  | S/O   | 13 novembre 1992  | Grecia               |
| 5  | Ludmilla Lican   | S/O   | 5 febbraio 1990   | Francia              |
| 6  | Caroline Clément | L     | 17 gennaio 1995   | Francia              |
| 7  | Eliise Hollas    | S/O   | 29 dicembre 1993  | Estonia              |
| 8  | Nynke Oud        | P     | 29 marzo 1994     | Paesi Bassi          |
| 9  | Nora Bogdanova   | C     | 9 giugno 1991     | Bulgaria             |
| 10 | Ramata Sangare   | S     | 23 gennaio 1993   | Francia              |
| 11 | Elis Bento       | S     | 5 aprile 1988     | Brasile              |
| 14 | Athénaïs Vivien  | S/O   | 12 luglio 1999    | Francia              |
| 16 | Joanna Teuchert  | S/O   | 16 settembre 1999 | Francia              |
| 17 | Fanta Koné       | S     | 11 luglio 1994    | Francia              |